# Гагатко, Андрей Михайлович
Андрей Михайлович Гагатко (24 августа 1884, село Андрушковцы, Королевство Галиции и Лодомерии, Австро-Венгрия; ныне Санокский повят, Польша — 1944) — деятель русского движения в Прикарпатской Руси, политик Подкарпатской Руси.
В 1919 переехал из Галиции в Закарпатье. Там организовал и возглавил Карпаторусскую трудовую партию (1920), выступал за присоединение к Чехословакии, помимо Закарпатья, также и Лемковщины (которая в 1919 году всё-таки отошла к Польше). Редактировал партийную газету «Русская земля». В мае 1919 года был избран секретарем Центральной Русской Народной Рады в Ужгороде, в октябре того же года выступил инициатором разделения рады на прорусскую и проукраинскую, придерживался твердорусских позиций.
В 1921 году вошёл в Центральный Православный Комитет, который занимался организацией Карпаторусской восточной православной церкви.
В 1924—1928 годах был депутатом парламента Чехословацкой республики от Чехословацкой национально-социалистической партии.
В 1930 году был в числе жертвователей на сооружаемый русской общественностью в Ужгороде храм Покрова Божьей Матери в память русских воинов, погибших в Первую мировую войну.
Возглавлял общество «Школьная помощь», которое построило в Подкарпатской Руси несколько интернатов и занималось помощью малоимущим студентам. В 1930-х годах А. Гагатко несколько отошёл на задний план, уступая таким деятелям русского движения, как Андрей Бродий и Стефан Фенцик.